# 김태업
김태업(1962년 2월 19일 ~ 2023년 2월 13일)은 해태 타이거즈의 전 야구 선수다.

## 출신 학교
- 강진북초등학교
- 광주서림초등학교 (전학)
- 전남중학교
- 광주상업고등학교
- 연세대학교

## 같이 보기
- 1985년 해태 타이거즈 시즌